# 穆斯塔法·法尔
穆斯塔法·法尔（法語：Moustapha Fall，1992年2月23日—），法国男子篮球运动员，司职中锋。他曾代表法国国家队参加2020年夏季奥林匹克运动会男子篮球比赛，获得一枚银牌。